# Pfarrkirche Kogl

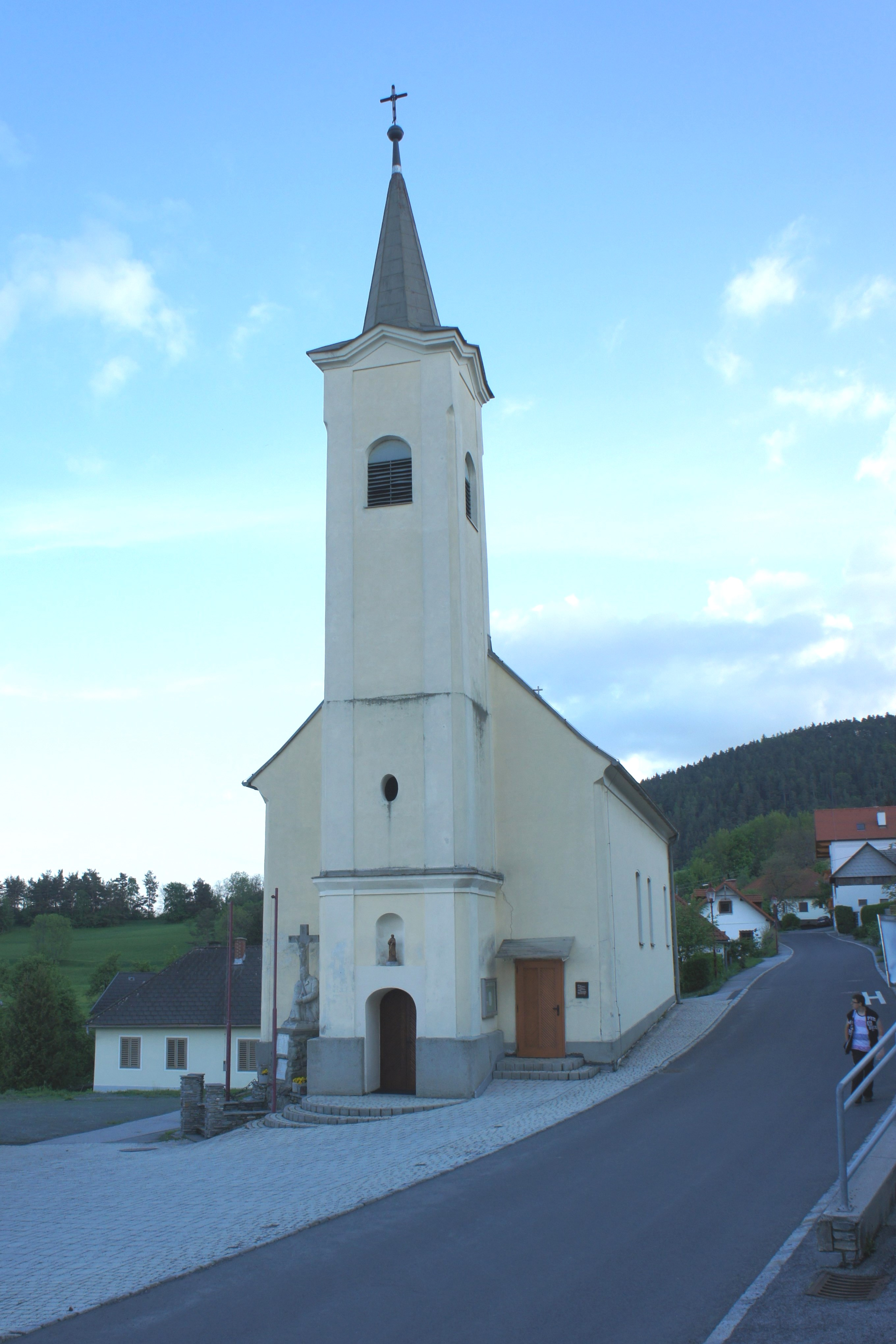
Kath. Pfarrkirche hl. Oswald in Kogl

Die römisch-katholische Pfarrkirche Kogl steht in der Ortschaft Kogl in der Gemeinde Pilgersdorf im Bezirk Oberpullendorf im Burgenland. Sie ist dem heiligen Oswald geweiht und gehört zum Dekanat Oberpullendorf in der Diözese Eisenstadt. Das Bauwerk steht unter Denkmalschutz (Listeneintrag).

## Geschichte
1752 wurde die Kirche als Kapelle erstmals erbaut und 1807 erweitert. 1789 wurde die Kirche zur Pfarrkirche erhoben Eine Restaurierung erfolgte 1970.

## Kirchenbau
Kirchenäußeres
Die Kirche ist ein Saalbau mit gleich breitem, halbrundem Chor. Der Westturm ohne Dekor ist vorgebaut.
Kircheninneres
Im Inneren besteht die Kirche aus drei schmalen Schiffsjochen und einem Chorjoch. Dazwischen ist jeweils ein, durch eine Kehle getrenntes Pilasterpaar. Die Schiffsjoche und das Chorjoch sind platzlgewölbt, die Apsis ist schalengewölbt.

## Ausstattung
Der einfache Hochaltar wurde Ende des 18. Jahrhunderts erbaut. Das Altarbild zeigt den heiligen Oswald. Es wird von den beiden Patronen des Viehs, dem heiligen Wendelin und dem heiligen Patrick flankiert. In der rechten Zwischenjochkehle steht eine Schnitzfigur des heiligen Florian vom Ende des 18. Jahrhunderts.

### Orgel
1942 wurde durch die Orgelbaufirma Josef Panhuber ein neues Instrument errichtet, ein mit pneumatischer Traktur ausgestattetes, 7 Register großes Werk.

#### Disposition
| I Hauptwerk C–g3 |            |           |
| 1.               | Principal  | 8′        |
| 2.               | Gedackt    | 8′        |
| 3.               | Salizional | 8′        |
| 4.               | Oktav      | 4′        |
| 5.               | Flöte      | 4′        |
| 6.               | Mixtur     | 3 fach 1′ |

| Pedal C–d1 |         |     |
| 7.         | Subbass | 16′ |

- Koppeln: I/P, Oberoktavkoppel, Unteroktavkoppel

### Glocken
Der Turm der Pfarrkirche verfügt aktuell über 3 Glocken:
- Glocke 1 wurde 1797 von Pfistermeister in Güns gegossen. Sie erklingt im Ton d".
- Glocke 2 wurde 1951 von Pfundner in Wien gegossen. Sie erklingt im Ton f".
- Glocke 3 wurde 1990 von Grassmayr in Innsbruck gegossen. Sie erklingt im Ton a".

Beim Bau des neuen Glockenstuhls 1990 wurde auch die alte Glocke 3 gegen die aktuelle Glocke 3 von Grassmayr ausgetauscht, da diese aus musikalischen Gründen nicht dazupasste. Sie wurde in einem Nebenraum der örtlichen Leichenhalle abgestellt.
2012 wurde diese Glocke vom Kirchenmusiker und Campanologen Mario Weber, der aus Kogl stammt, ausgelagert und aufwendig restauriert. Eine Rückführung in den Turm und Wiederverwendung als Sterbeglocke ist angedacht.
Diese Glocke erklingt im Ton as" und wurde 1921 von Seltenhofer in  Ödenburg gegossen.